# Legende

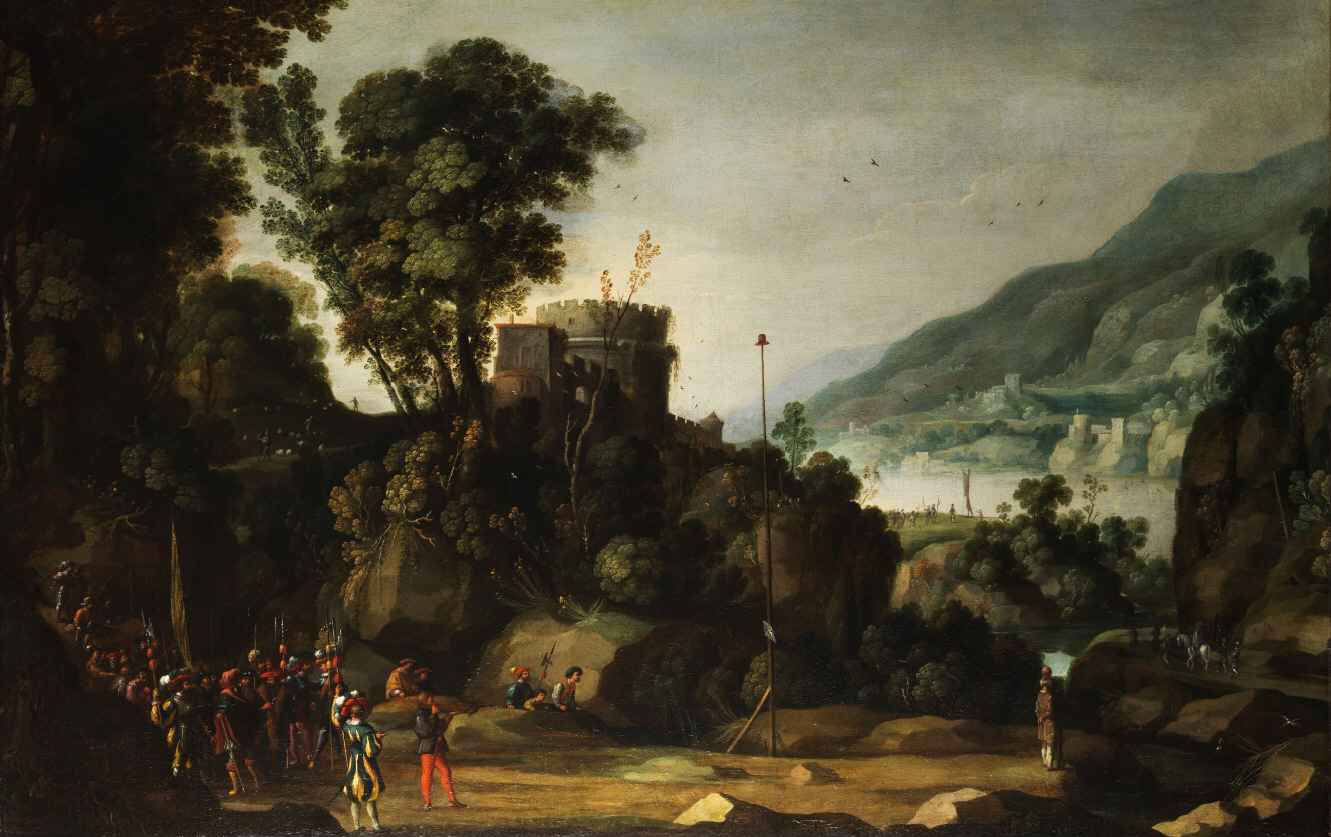
Umkreis Paul Bril – Wilhelm Tell

Die Legende ist eine mit dem Märchen und der Sage verwandte Textsorte bzw. literarische Gattung, in der historische Ereignisse durch spätere Hinzufügungen überhöht oder verfälscht wurden. Legenden haben meist wie Sagen einen wahren Kern, der fantastisch ausgeschmückt wird.

## Allgemeines
Der Begriff leitet sich von dem mittelalterlich-lateinischen Ausdruck legenda ab, was so viel bedeutet wie „das, was zu lesen ist“, „das Vorzulesende“ bzw. „die zu lesenden Stücke“. Die Herkunft des Begriffs deutet somit – im Unterschied zur Sage – eine enge Beziehung zur literarischen Tradition an. Bereits in der Antike entstanden literarische Erzählungen über Personen, die als überragende religiös-sittliche Persönlichkeiten und „Heilige“ wahrgenommen wurden.
In der Hagiographie werden derartige Heiligenlegenden neben Märtyrerakten und anderen überlieferten Texten als Vita untersucht. Solche hagiographischen Texte werden auch heute noch von einigen Gelehrten unter Absehung ihres besonderen Charakters der Geschichtsschreibung zugerechnet, wobei allerdings zwischen „Heiligenlegende“ und „Heiligenbiographie“ zu unterscheiden wäre. Nicht zuletzt bei den politischen Legenden ist indessen die Vorstellung verbreitet, dass es sich um „unzutreffende Tatsachenbehauptungen“ handele. Dennoch können einzelne Legenden einen Kern von historischer Wahrheit enthalten, indem sie in bildhafter oder szenischer Erzählform den Kern eines Faktums oder den Sinn eines Geschehens zu vermitteln suchen, auch wenn die jeweils erzählte Geschichte quellenmäßig unverbürgt ist.
In der Form der Heiligenlegende zielt die Legende aber überhaupt nicht auf die für sie nur vordergründige historische Wahrheit, sondern auf die Verkündigung einer Glaubenswahrheit. Es geht in ihr zentral um die Offenbarung des göttlichen Heilswirkens, das in der Person eines Heiligen zur Erscheinung kommt, zeichenhaft beglaubigt vor allem durch das Signum des Wunders. Bekannteste Beispiele sind die Christophorus- und Georgslegende, die als eine Art narrativer Theologie gelten können. Hierbei bleibt der Erzählrahmen der Legende, ebenso wie bei der Sage, dem Mythos und Märchen, im fiktionalen Bereich.
Legenden von Eremiten oder Asketen können jedoch auch historisch stimmige Einzelelemente aufweisen. In dem ägyptischen Kloster Deir Abu Fana wurde beispielsweise die Mumie des Apa Bane (übersetzt: Bruder/Mönch Palme) gefunden, die die Krankheit Morbus Bechterew aufwies. In seiner in koptischer Sprache niedergeschriebenen Legende wird er als jemand beschrieben, der immer fastete, nie schlief und fast immer stand – Symptome ebenjener Krankheit, so der Koptologe Siegfried G. Richter.
Im Medien-Sprachgebrauch wird der Begriff auch häufig in der allgemeinen Bedeutung „Ruhm“ und „Berühmtheit“ verwendet.

## Geschichte und Typologien

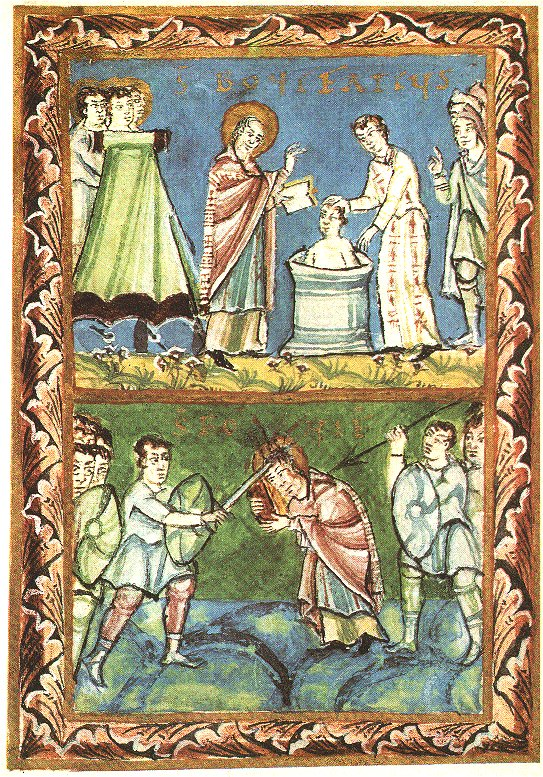
Taufe und Martyrium des Hl. Bonifatius, 11. Jh.

Bei seiner Klassifizierung von Legenden lehnte sich der Theologe Harald-Martin Wahl an die Semantik des Begriffs Legenda an. Wahl zufolge wurden im antiken Christentum die Legenden um Jesus Christus (Christuslegenden), die zum Teil in die apokryphen Evangelien und in die Geschichten der Apostel aufgenommen wurden, später um die Legenden von ersten christlichen Märtyrern (Märtyrerlegenden) ergänzt; speziell um solche, von denen die Kirchenväter des 3. Jahrhunderts (Tertullian, Hippolyt, Origenes, Cyprian) berichtet haben und die von altgriechischen Grabinschriften bezeugt sind. Einher ging mit diesen Erzählungen eine religiöse Verehrung der Märtyrer im Kult, der ab Ende des 4. Jahrhunderts auch für die Heiligen bezeugt ist (Liturgie, Reliquienkult). Seitdem wurden sowohl die Heiligen als auch die Märtyrer im Fall der Bedrohung und Not zusammen mit Engeln und den Aposteln angerufen.
Der Philologe Benedikt Konrad Vollmann nahm im Rahmen eines Artikels in einem christlichen Wörterbuch ebenso religiöse Legenden ins Blickfeld. Religiöse Legenden entstünden ihm zufolge im „Schwerefeld der jeweiligen Hochreligion“. Beispielhaft führte er für den Buddhismus die Buddhalegende und für den Islam die Legenden um die Heldentaten von Mohammeds Schwiegersohn 'Ali an. Bei den im Christentum entstandenen Legenden unterschied er zwischen Marienlegenden (Marienmirakel), Apostellegenden (z. B. Andreas, Thomas, Jacobus), Bischofslegenden (Nikolaus, Martinus), Mönchslegenden (Antonius Eremita, Benedikt, Franziskus), Jungfrauenlegenden (Agnes, Agatha, Caecilia) und Büßerlegenden (Gregorius).
Zu den frühesten Legendensammlungen werden die „Dialogi de miraculis patrum Italicorum“ von Papst Gregor dem Großen (540–604) gezählt. Vor 959 schloss die Kanonissin Hrotsvit, die als die erste deutsche Dichterin und Geschichtsschreiberin gilt, ihre erste Legendensammlung ab. Inhalt ihrer in epischer und elegischer Form geschriebenen Legenden war unter anderen das Leben von Maria, die Auferstehung Christi sowie das Leben von Gangolf und Pelagius. Die in Deutschland entstandenen Legenden gipfelten am Ende des Hochmittelalters in mittelhochdeutsche Versepen. Mit zu den bekanntesten gehören diejenigen von Hartmann von Aue, Konrad von Würzburg oder Rudolf von Ems. 
Im Hoch- und Spätmittelalter fanden dann vor allem auch Legendensammlungen in Form literarisch komponierter Legendare (meist Sammlungen von Berichten, die Heiligen gelten) weite Verbreitung. Am wirkmächtigsten wurde die Legenda aurea des Jacobus de Voragine (1228/29–1298), der die gewaltige Legendenstofffülle seiner Zeit erfasste und für kultische Zwecke ebenso wie auch für die private Frömmigkeit verfügbar machte. Der Einfluss dieses Werks auch auf die bildende Kunst jener Zeit ist kaum zu überschätzen.
Im Zeitalter der Renaissance und Reformation bildete sich ein scharfer kritischer Standpunkt gegenüber den Legenden heraus. Erasmus von Rotterdam unterschied die fabulae fictae (frei erfundene Erzählungen) von den historischen facta (Tatsachen). Letztere könnten mit der historisch-philologischen Kritik auf ihre Echtheit geprüft werden. Zudem seien nach Erasmus nur die facta für die educatio (Bildung) des Humanisten geeignet. Seine damit verbundene Haltung, die fabulae fictae aus der humanistischen Bildungsidee auszuschließen, wurde ebenso von dem Kirchenreformator Martin Luther geteilt. Luther, der die fromme Legende zur Erbauungsliteratur zählte, wendete sich im Rahmen seiner Forderung nach historischer Wahrheit vor allem gegen die ausschmückenden Wunderdetails der Heiligenviten, da sie ihm zufolge „so viele Lügen“ enthielten. Über die Legende, von ihm mehrfach als die „Lügende“ bezeichnet, schrieb er: „Da doch niemand weis, Wo her sie komen, Wenn sie angefangen [...]. Item, wer der heiligen Lügenden S. Christoff, Georg, Barbara, Catherin, Ursula und der on zal mit iren Wundern auffbracht“. Trotz seiner grundsätzlichen Kritik ließ Luther bestimmte Motive der Wundererzählung bei einigen heiligen Gestalten als Ausnahmen gelten, um sie der „katechetischen Allegorese“ dienstbar zu machen. Dies insbesondere bei den auch abwertend zitierten Figuren Christophorus und Georg, aber auch bei Nikolaus, Martin, Elisabeth und Katharina. Im Gegensatz zu den Heiligenviten insgesamt begriff Luther diese Ausnahmemotive als produktive Fiktionen; sie seien nicht Lügen, sondern Gedichte.
Der Protestantismus griff Luthers Kritik auf, was ab der zweiten Hälfte des 16. Jahrhunderts bei den Kontroversisten zu einer ausgedehnten Polemik gegenüber den Legenden führte. Nachdem Legenden in der Zeit der Aufklärung dem kritischen Interesse nicht standhielten, wurden sie in der Romantik wieder geachtet. Zahlreiche Schriftsteller des 19. Jahrhunderts, beginnend mit einem Plädoyer Herders, schufen neue Legenden. Dazu zählten Goethes Legende vom Hufeisen und Kleists Die heilige Cäcilie oder die Gewalt der Musik. Im 20. Jahrhundert fand die Legende bis hin zur Parodie der „Antilegende“ eine neue Beachtung. Zeitgenössische Legenden sind meist so genannte Urban Legends.

## Anthologien
- Hans-Peter Ecker (Hrsg.): Legenden – Heiligengeschichten vom Altertum bis zur Gegenwart. Reclam, Stuttgart 1999, ISBN 3-15-058019-6.